# Azinhaga (Golegã)
Azinhaga, ou também Azinhaga do Ribatejo, é uma povoação portuguesa sede da Freguesia de Azinhaga do município da Golegã, freguesia com 38,21 km² de área e 1414 habitantes (censo de 2021), tendo, por isso, uma densidade populacional de 37 hab./km².
É a terra que viu nascer o Nobel da Literatura, José Saramago. O melhor guia para conhecer a aldeia é o livro As Pequenas Memórias, descrição simples e comovente de um tempo e de um lugar que se perderam.

## História
O documento mais antigo que se conhece da Azinhaga é o foral concedido por D. Sancho II, pelo que a sua existência remonta aos primórdios da nacionalidade portuguesa.
Se o seu nome, Azinhaga ou Azenhaga, provém do árabe الزنقة az-zanqa (o termo zanqa precedido do artigo definido) que significa caminho estreito, viela apertada entre montes, charnecas ou valados, então a sua antiguidade é mais remota e transfere-se para épocas anteriores à fundação do Reino.
No seu crescimento, a povoação acompanhou o sentido natural do rio Almonda. Foi contudo forçada a suspender o seu desenvolvimento, pois situava-se em pleno pântano, quase uma pequena ilha.
O desenvolvimento do lugar deve-se a três razões: o começo da drenagem dos pântanos com o consequente aproveitamento das terras para a agricultura e pastorícia, sobretudo as do Infantado, sob orientação do príncipe D. Fernando; a evolução conseguida na utilização do Tejo autorizando-se, nos diversos portos, o aumento do número de barcas para transporte entre as margens e/ou a capital, de passageiros, gados e mercadorias; e, ainda, posto que de menor importância, o uso mais frequente da estrada real Lisboa-Coimbra que, passando perto da freguesia, cruzava o Almonda através de uma ponte existente a pouca distância da actual.
Na sequência da crise de 1383-1385, o Mestre de Avis, como D. João I de Portugal, pagou as suas dívidas. Com a legenda "e melhor lhe dera se melhor houvera" o novo rei presenteou o Dr. João das Regras com a rica propriedade do Paul do Boquilobo, às portas da Azinhaga.
Em 1609, o lugar tem 100 vizinhos, o que, segundo os técnicos, corresponderá a cerca de 400-500 habitantes. Terminada a epopeia dos Descobrimentos, os povos exigem espaço para se fixarem. O rei, sempre olhado como intruso, legisla que "a navegabilidade dos grandes rios como o Tejo, o Mondego e o Douro, se proceda na intenção de estimular o comércio para benefício das regiões interiores". Procedeu-se portanto à regularização dos braços do rio, limitação das alvercas e abertura programada das valas, conquistando-se assim terras para cultivo e, noutra vertente, iniciando-se o retrocesso das maleitas associadas às regiões pantanosas.
A Azinhaga em fins do século XVIII, "tinha uma população de 1500 habitantes" e, como freguesia rural o seu rendimento colectável era, talvez, o maior do país. Este desenvolvimento era assegurado pelas grandes Quintas das Casas de Lavoura, das quais se destacavam as propriedades de Rafael José da Cunha, da família Serrão de Faria, instalada na povoação há quinhentos anos, e dos Condes de Rio Maior.
Todas estas propriedades e quintas, por compra ou herança, foram ao longo dos tempos dando origem às maiores casas agrícolas do Ribatejo. A casa Veiga é uma dessas casas.
Talvez o facto mais importante para o estabelecimento da Azinhaga como ela é hoje, tenha sido, no final da Guerra Civil entre D. Miguel e D. Pedro, este último tenha decidido que as terras do Infantado seriam divididas pelo povo, que por ele se batera rijamente. Foi criada assim, com o beneplácito régio, uma empresa a que foi dado o nome de "Companhia das Lezírias do Tejo e Sado". O resultado foi que nunca o povo recebeu uma parcela das suas terras nem um avo dos seus lucros. Na sequência do 25 de Abril foi decidido venderem-se aos ceareiros as "Praias", na proporção das terras arrendadas.
Tendo pertencido desde sempre, aos "termos de Santarém" e, depois, ao seu concelho, desanexada dele, a rica e próspera freguesia de Azinhaga foi incluída no novo concelho da Golegã por decreto de 21 de Novembro de 1895.

## Demografia
A população registada nos censos foi:
| Distribuição da População por Grupos Etários | Distribuição da População por Grupos Etários | Distribuição da População por Grupos Etários | Distribuição da População por Grupos Etários | Distribuição da População por Grupos Etários |
| -------------------------------------------- | -------------------------------------------- | -------------------------------------------- | -------------------------------------------- | -------------------------------------------- |
| Ano                                          | 0-14 Anos                                    | 15-24 Anos                                   | 25-64 Anos                                   | > 65 Anos                                    |
| 2001                                         | 278                                          | 223                                          | 917                                          | 399                                          |
| 2011                                         | 208                                          | 183                                          | 819                                          | 410                                          |
| 2021                                         | 130                                          | 131                                          | 703                                          | 450                                          |

## Património
- Igreja Matriz de Nossa Senhora da Conceição
- Capela de São José
- Ermida de Nossa Senhora da Piedade
- Quinta da Broa
- Capela do Espírito Santo
- ETAR
- Capela de São Sebastião
- Capela de São João Baptista da Ventosa
- As Ruínas do Palácio de Dom Fernando 1530

## Personalidades ilustres
- Conde da Azinhaga
- José Saramago
- Augusto do Souto Barreiros
- Francisco Serrão
- José dos Reis - Músico e Compositor - Rancho Folclórico “Os Campinos d’Azinhaga”
- Fernando Pombo - atleta premiado com medalhas de ouro e bronze, a representar a Seleccao Portuguesa, Presidente do Rancho Folclorico “Os Campinos D’Azinhaga”
- Mariana Pombo - atleta premiada com medalha de ouro no campeonato mundial de duatlo de Gijon

## Turismo
- Solar do Espírito Santo - Turismo Equestre - Horse Riding Holidays Portugal
- Reserva Natural do Paul do Boquilobo
- Casa da Azinhaga
- Fundação e Museu José Saramago
- Capela São José Monumento Interesse Público
- O Pátio do Burgo

## Gastronomia
- Velhoses de Azinhaga
- Caldeirada ou sopa de feijão verde
- Sopa de feijão com couves e Requentado
- Sopa de feijão frade
- Broas do Natal
- Massa com bacalhau
- Alapardana
- Bacalhau assado na brasa
- Enguias no espeto
- Magusto
- Dejectos

## Festas
- Festa do Bodo - Festa do Espírito Santo
- Feira da Mangueira
- Festival Sete Sóis Sete Luas (Julho)
- Festival Folclórico (Julho)
- Aniversário da Filarmónica 1.º de Dezembro
- Casa da Comédia (Espectáculo Cabaret - 16 e 17 de Julho)

## Colectividades
- Azinhaga Atlético Clube